# Dasysphecia
Dasysphecia là một chi bướm đêm thuộc họ Sesiidae.

## Các loài
- Dasysphecia bombyliformis (Rothschild, 1911)
- Dasysphecia bombylina  Arita & Kallies, 2005
- Dasysphecia ursina  Kallies & Arita, 2005